# Колесников, Владимир Николаевич
 Колесников Владимир Николаевич  (род. 7 июня 1969, Краснодар) — современный российский художник.

## Биография
Родился 7 июня 1969 г. в Краснодаре.
В 1988 году окончил Краснодарское Художественное училище.
В 1995 году окончил Кубанский Государственный Университет.
Живет и работает в Краснодаре и Москве.
Работы находятся в собрании Капиталл-групп, в коллекциях Пьера Броше, Умара Джабраилова, Владимира Некрасова и других частных коллекциях
Сотрудничает с 11.12 GALLERY c 2013 года.

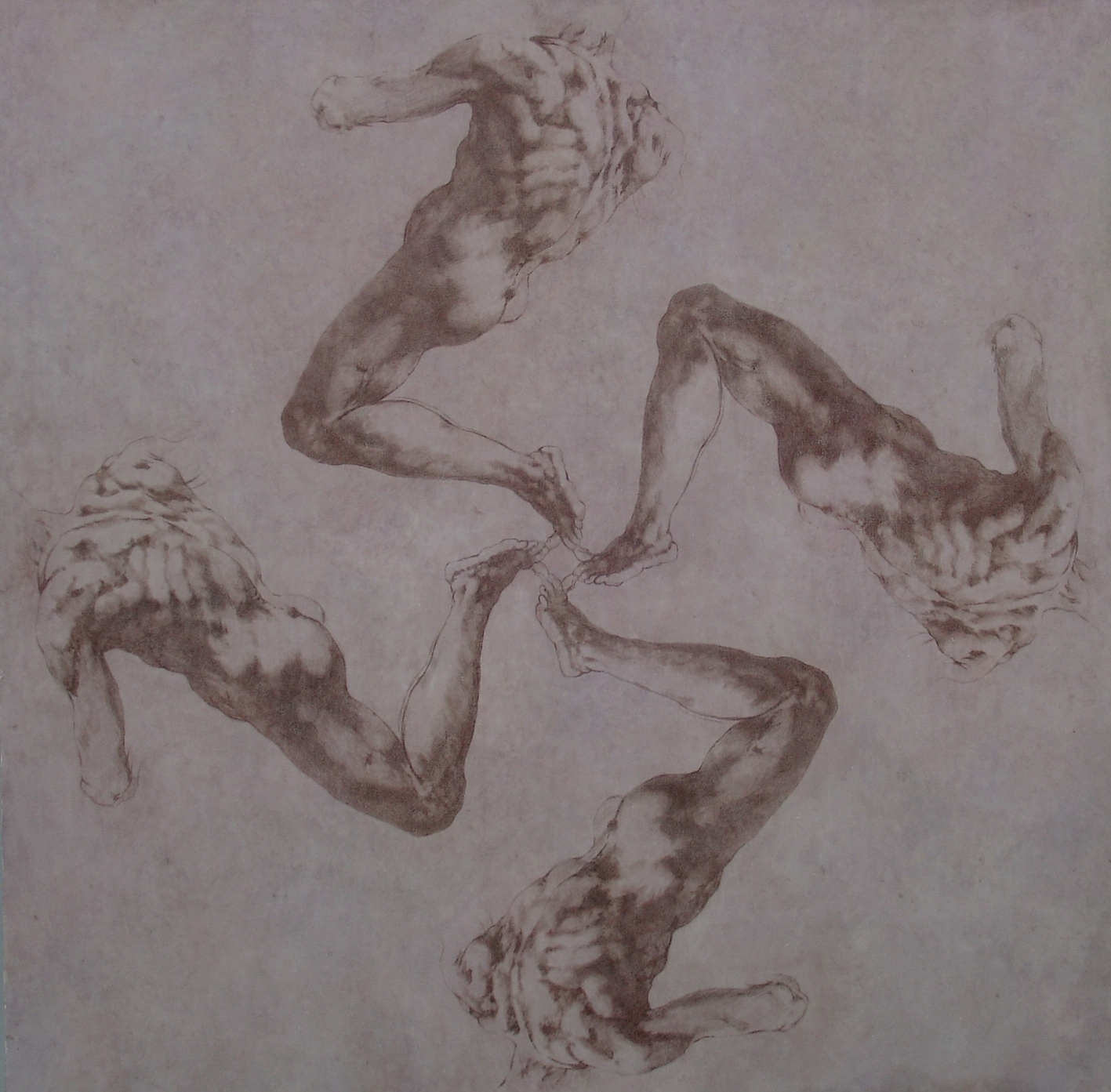
Владимир Колесников, Обыкновенный фашизм, 2003, холст, масло, масляная пастель, 175 х 175 см

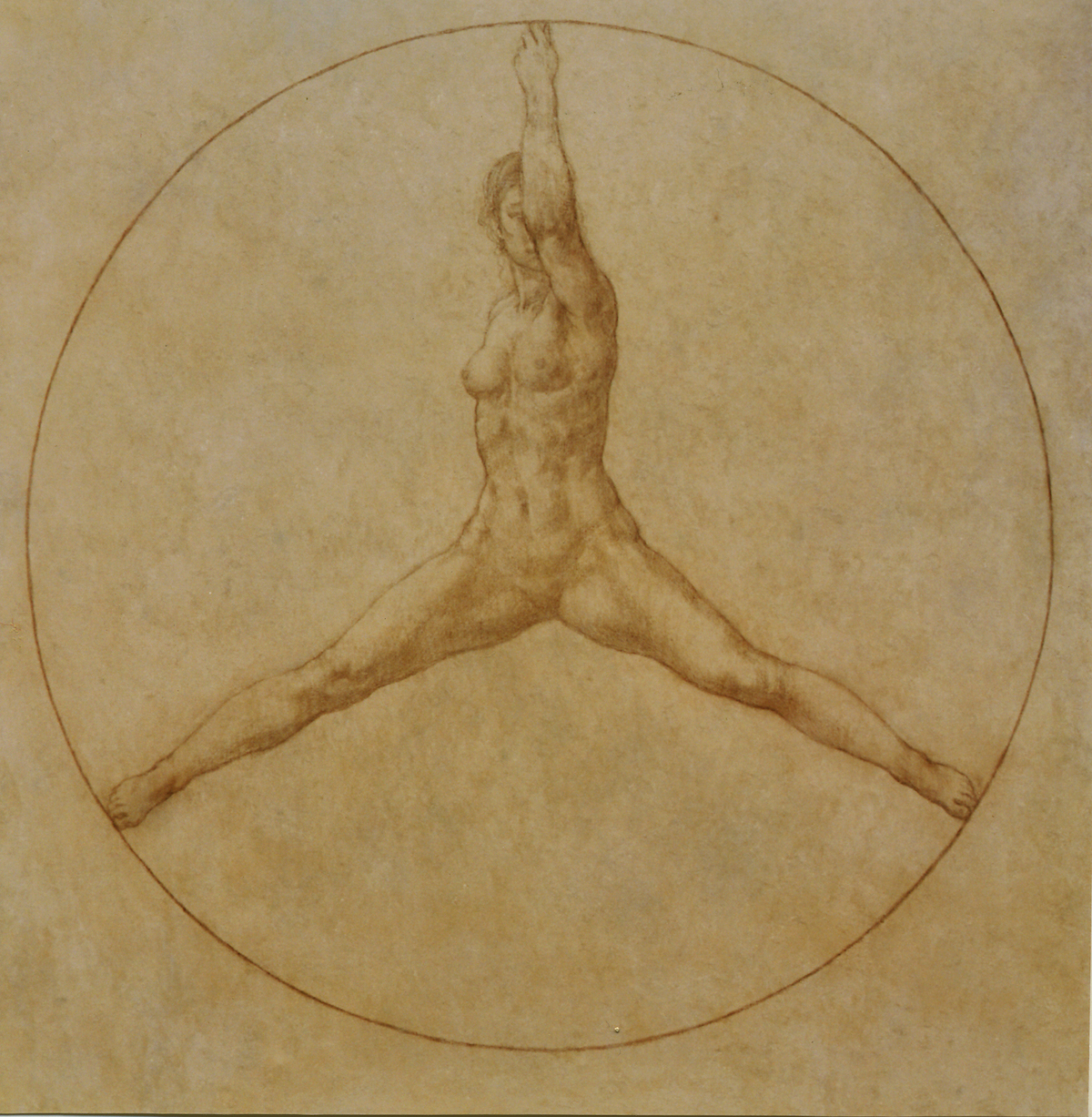
Владимир Колесников, Мерседес, 2003, холст, акрил, масло, масляная пастель, 130 Х 125 см

### Техника и стилистические особенности.
Владимир Колесников работает в особой технике с использованием масляной пастели, масла и акрила. Визуально его работы похожи на гравюры или оттиски. Стилизованы они под итальянский рисунок эпохи маньеризма.
«Техника, действительно, довольно сложная, я бы сказал — замороченная. Это рисунок масляной пастелью на специально загрунтованном холсте. Масляная пастель сама по себе очень сложный материал, она очень мягкая, жирная, с трудом фиксируется. Я работаю в этой технике уже 20 лет и постоянно ищу новые способы и приёмы — стремлюсь добиться эффекта оттиска, литографии, чтобы не было понятно, как нанесен этот материал».
Владимира Колесникова отличает уникальная концепция. Художник использует шедевры современной живописи, внедряя в них изображения pin-up girls. Таким образом противопоставляя вечное и сиюминутное (искусство против сексуальности).

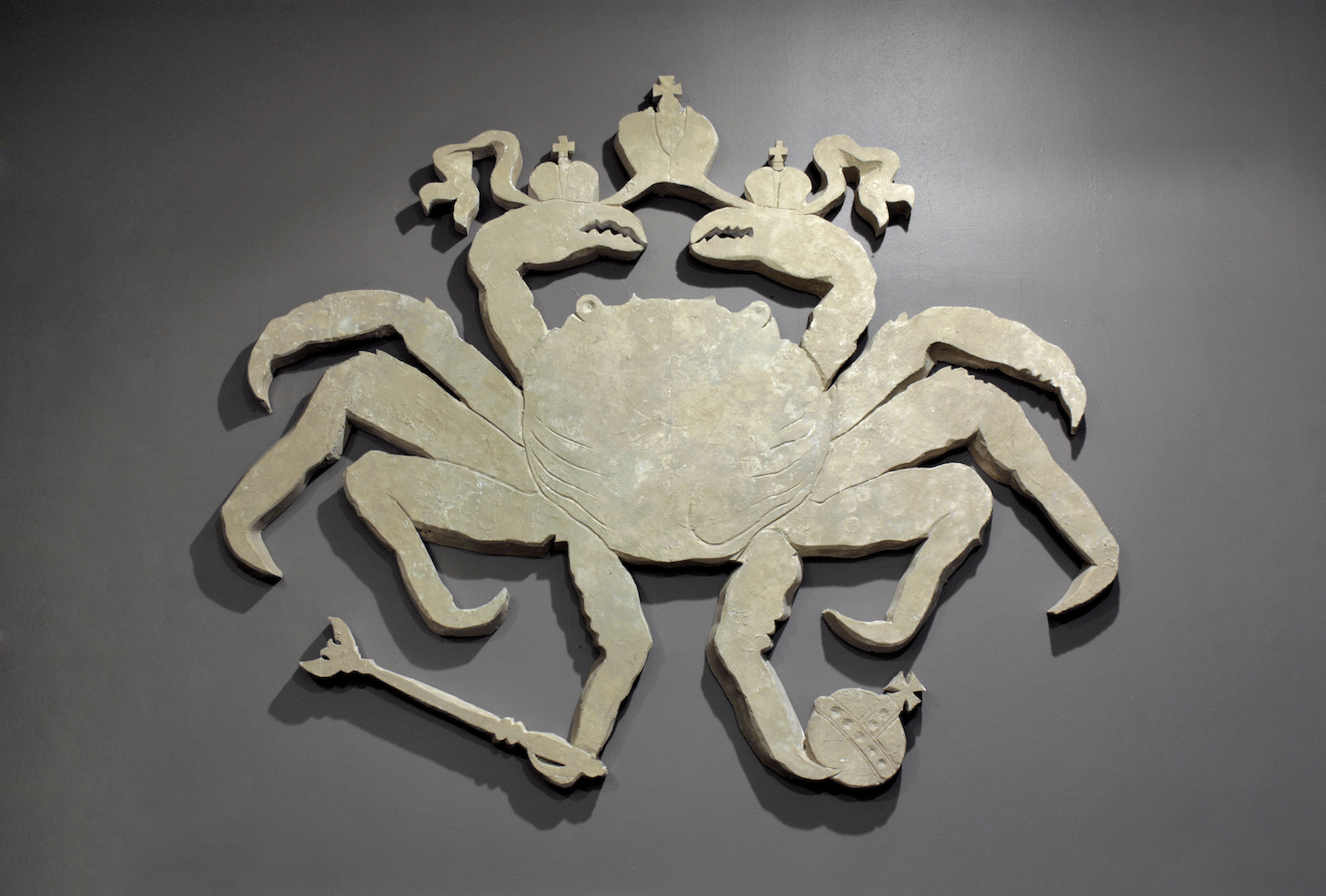
Владимир Колесников, Краб, 2011, акрил, пенополистерол, 130 х 160 см

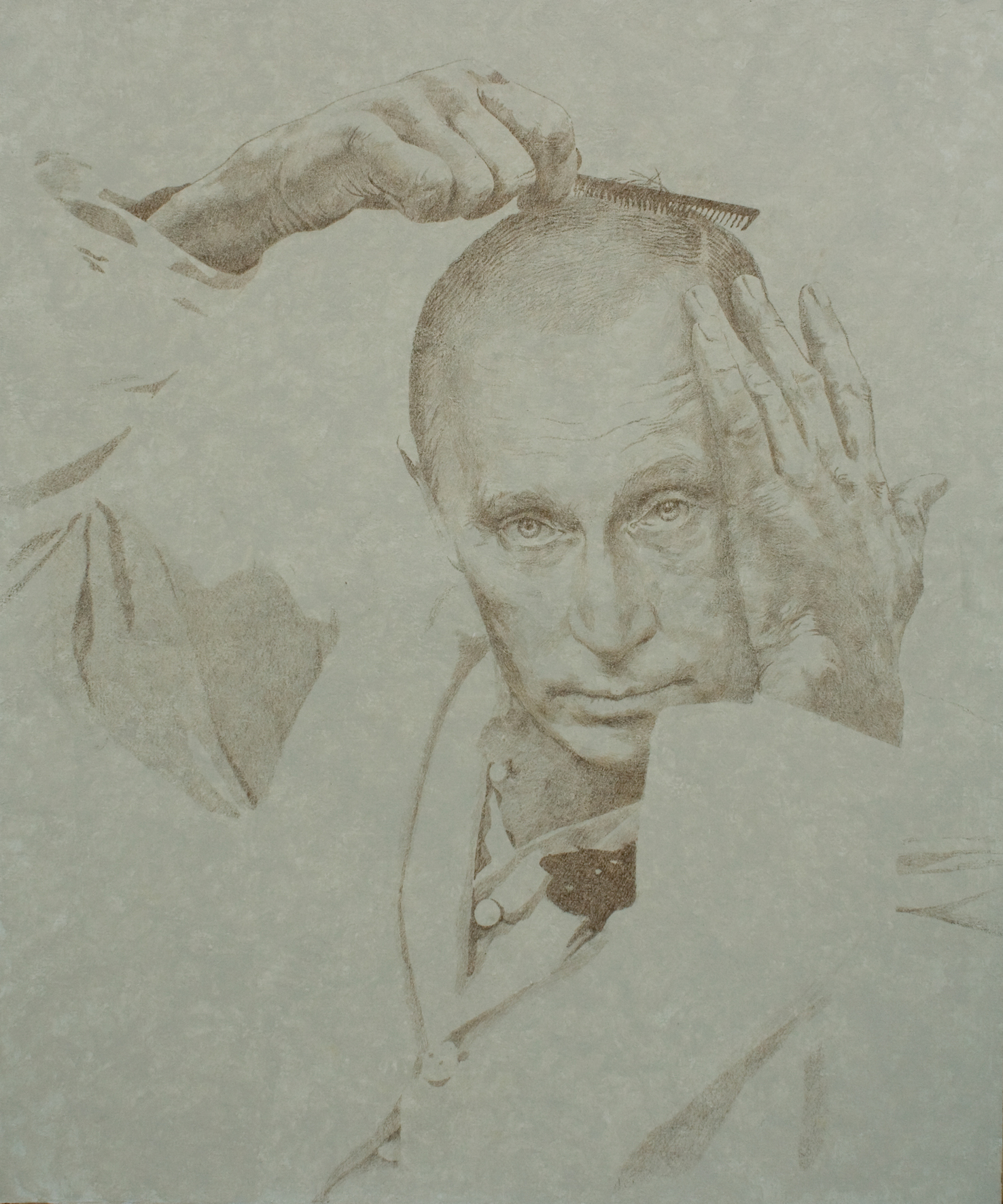
Владимир Колесников, 2014, Cremaster Valve, холст, акрил, масло, масляная пастель, 120 Х 100 см

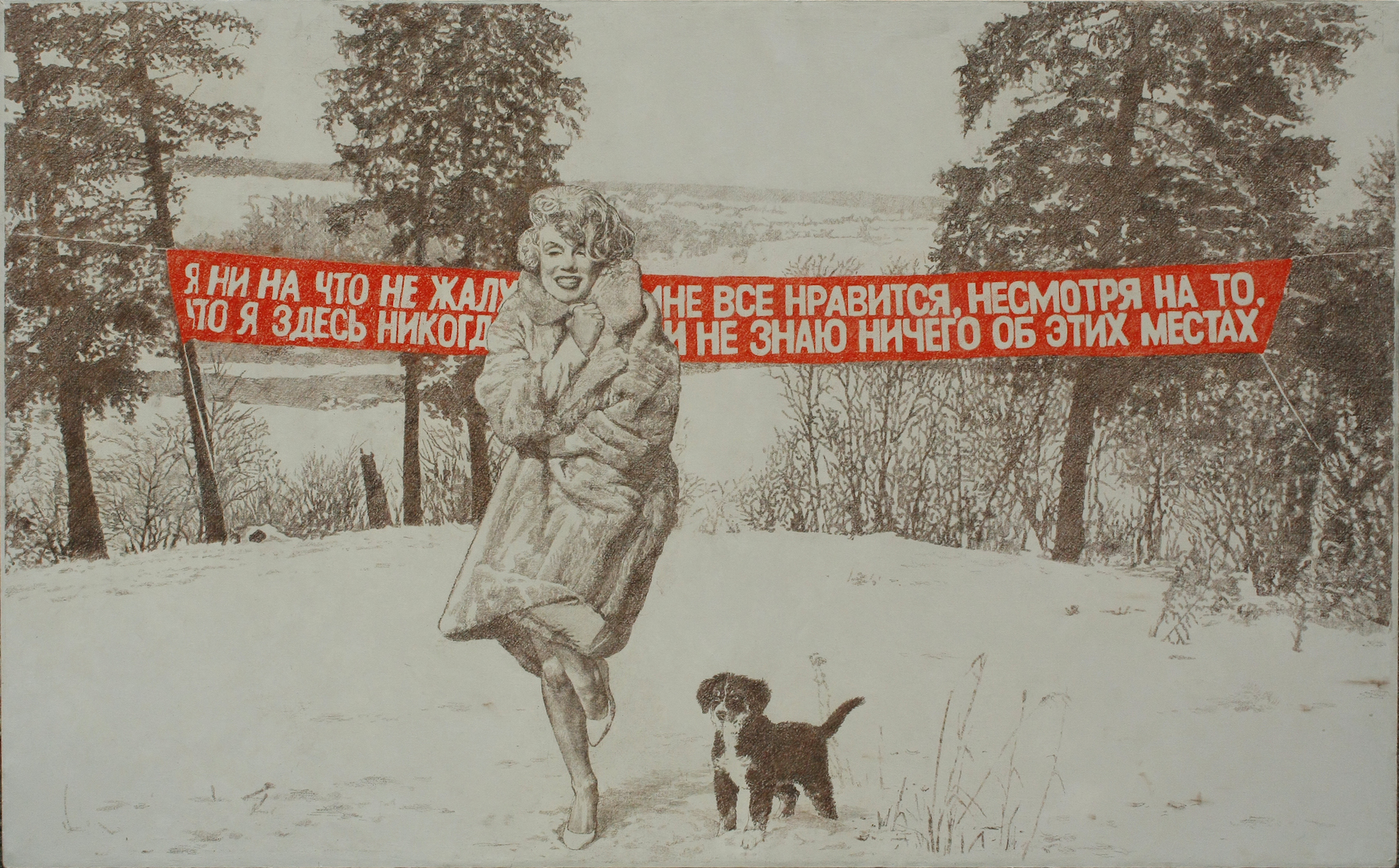
Владимир Колесников, Мерилин Монро, 2016, холст, акрил, масло, масляная пастель, 90 х 145 см

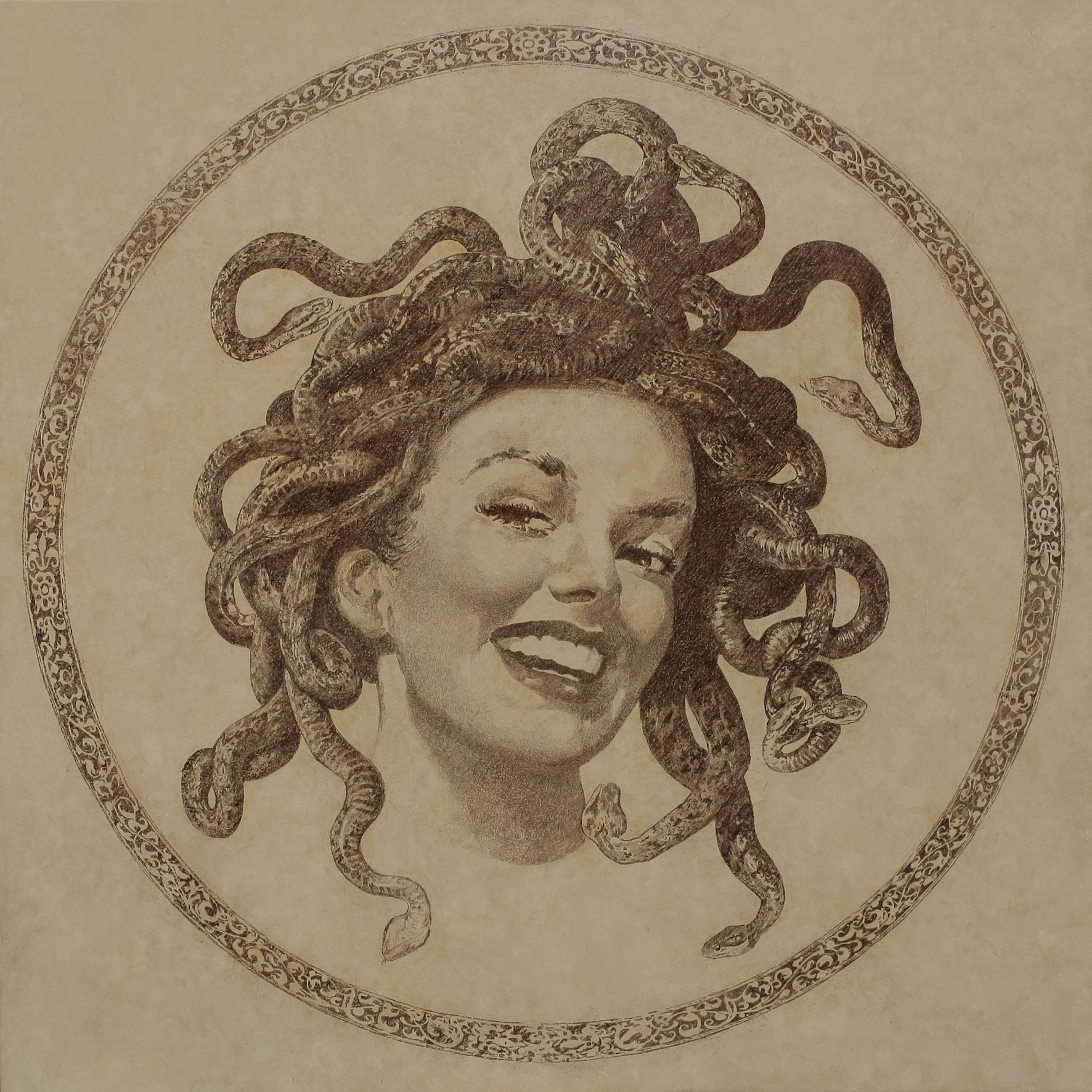
Владимир Колесников, Медуза - горгона, 2016, холст, акрил, масло, масляная пастель, 80 x 80 см

## Избранные кураторские проекты
2008
Ревизия, Арт центр Точка, Краснодар
2010
Красный угол, Специальный проект. 1-я ЮЖНОРОССИЙСКАЯ БИЕННАЛЕ СОВРЕМЕННОГО ИСКУССТВА Ростов-на-Дону

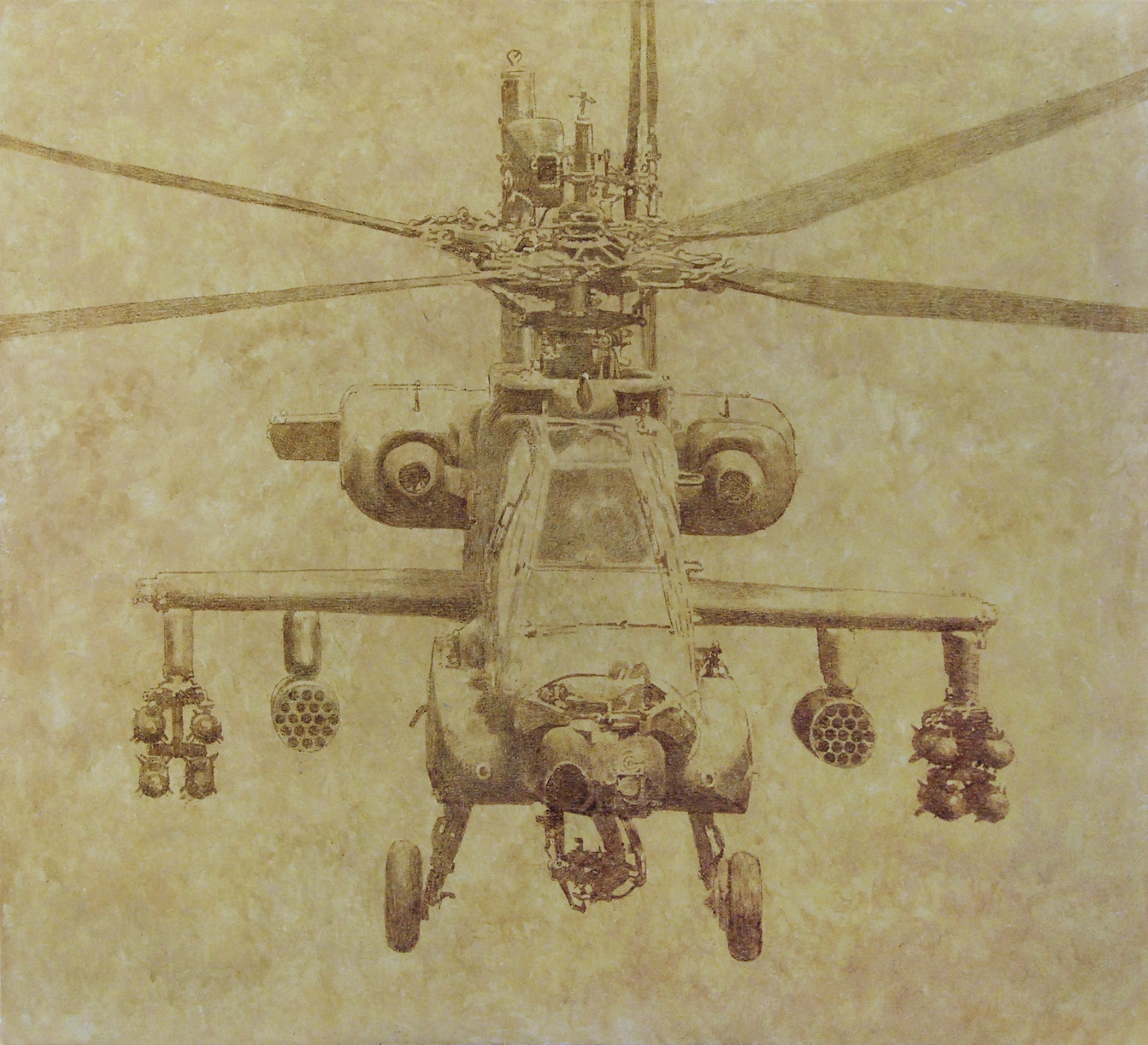
Владимир Колесников, 2012, Helicopter, холст, акрил, масло, масляная пастель, 90 x 105см

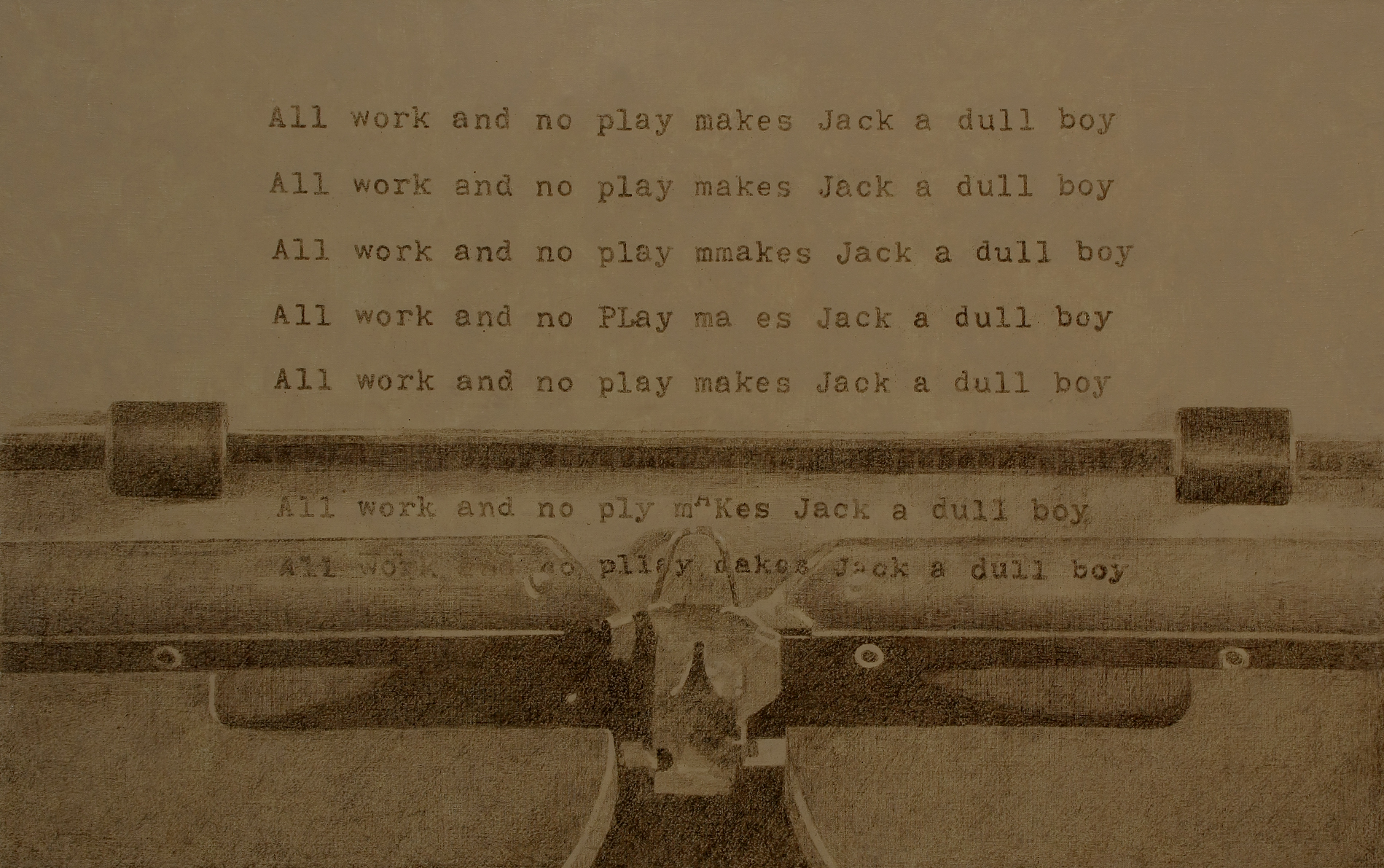
Владимир Колесников, Времени нет, 2015, холст, акрил, масло, масляная пастель, 65 х 90 см

## Избранные персональные выставки
2017
ATTENTION, Краснодарский художественный музей им. Ф. А. Коваленко, Краснодар
2017
РАБОТА НАД ОШИБКАМИ, 11.12 GALLERY, Москва
2014
Музей власти. 11.12 GALLERY, Москва
2013
ВВС. 11.12 GALLERY, Москва
2011
Signature. КИСИ, Краснодар
2006
Силы небесные. Галерея «Максима», Краснодар
Снятие с креста. Галерея «Максима», Краснодар
2005
Bang Bang. Галерея D-137, Санкт-Петербург
2004
Символы. Айдан галерея, Москва
2002
Живопись. Айдан галерея, Москва
1998
Школа Х (в соавторстве с Д. Кочановичем). Айдан галерея, Москва

## Избранные групповые выставки
2016
Обогащение реальности. КВЦ им. Тенишевых, Смоленск
2012
Между землей и небом. Rizzordi Art Foundation, Санкт-Петербург
2011
Невозможное сообщество (в рамках проекта Е.Фикса «Портрет 19-ти миллионов») Родина. Музей современного искусства ПЕРММ, Пермь
Мера вещей. Краснодарский художественный музей им. Ф. А. Коваленко, Краснодар
2010
1-я Южнороссийская Биеннале Современного Искусства, Ростов-на-Дону
2008
О смертном в искусстве. М-галерея, Ростов-на-Дону
2007
XV лет. Айдан галерея, Москва
2006

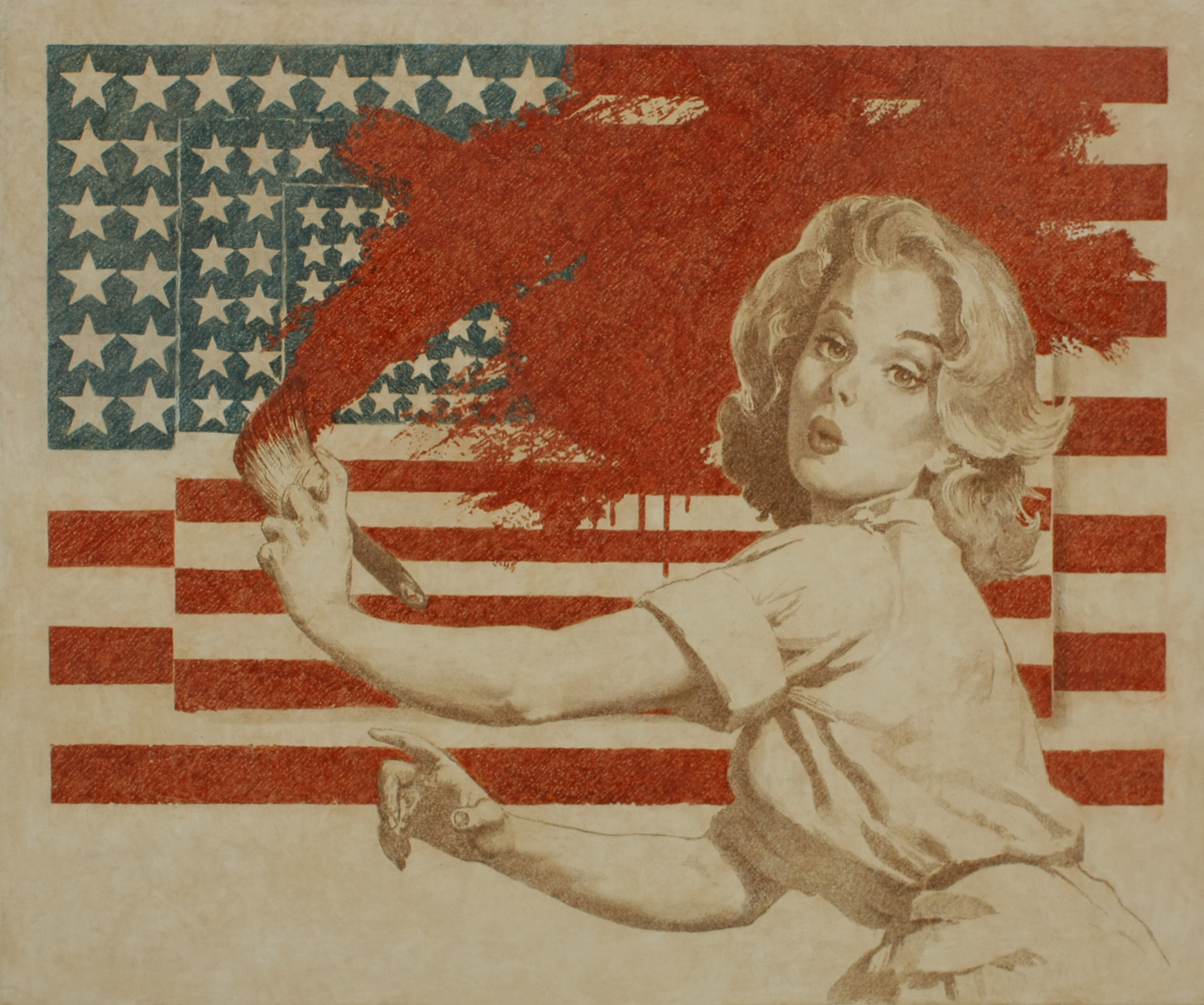
Владимир Колесников, Три флага, 2017, холст, акрил, масло, масляная пастель

Новый Ангеларий. Московский Музей Современного Искусства, Москва
1998
Россия без музея современного искусства. Концерн Байер, Леверкузен, Германия
1996
Фестиваль современного искусства. Художественный музей г. Сочи
1995
Прикладная математика. Краснодар
1994
Фасад. Краснодарский художественный музей, Краснодар

## Международные художественные ярмарки
2016
Context Art Miami, Майами, США
2013
Art Stage Singapore. Сингапур
2003
Арт Москва. ЦДХ, Москва
2001
Арт-Москва. ЦДХ, Москва